# L'Histoire du garçon qui voulait qu'on l'embrasse
Pour plus de détails, voir Fiche technique et Distribution.
L'Histoire du garçon qui voulait qu'on l'embrasse est le deuxième long métrage de Philippe Harel. Ce film est sorti sur les écrans en 1994.
Le film raconte la vie ordinaire d'un jeune étudiant solitaire (interprété par Julien Collet) en quête d'un premier baiser.

## Synopsis
Raoul (Julien Collet) a vingt ans. Provincial, il fait des études d'histoire de l'art à Paris où il loge dans une chambre de bonne. Il prépare une maîtrise mais sa préoccupation première est ailleurs : il recherche son premier baiser. Dans les rues, il suit les femmes qu'il n'ose aborder. Il essaie plusieurs fois de téléphoner à une certaine Isabelle (Hélène Médigue) mais tombe à chaque fois sur son répondeur. Une amie d'enfance l'invite à une soirée. Arrivé sur place, il ne danse pas, reste à l'écart. Et quand, au bout de quelques heures, il commence à parler à une fille qu'il ne connaît pas (Marion Cotillard), c'est pour disparaître aussitôt. Ils iront plus tard au cinéma, sans succès pour Raoul. Le week-end, il retourne chez ses parents qui habitent un petit pavillon à la campagne. Raoul y est choyé. À Paris, Isabelle répond enfin et accepte de revoir Raoul. Plus âgée que lui, elle travaille dans une maison d'édition. Ils dînent dans un restaurant, puis s'embrassent. Elle l'emmène chez elle. 
Une relation amoureuse commence, Au cours  de laquelle Raoul ne se montre pas le plus inspiré des deux. Sans attentions, sans enthousiasme, Raoul ne fait pas preuve d'un grand attachement. Isabelle en souffre, puis rencontre un autre homme. Un jour, Raoul les aperçoit ensemble, les suit, et finalement les regarde s'embrasser.

## Fiche technique
- Réalisation : Philippe Harel
- Scénario : Philippe Harel et Dodine Herry
- Distribution : MKL Distribution (France)
- Genre : drame, romance
- Durée : 95 minutes
- Sortie en France : 23 mars 1994

## Distribution
- Julien Collet : Raoul

- Marion Cotillard : Mathilde
- Hélène Médigue : Isabelle
- Marie Pailhes : Virginie
- Sébastien Tavel
- Jean Lescot : le père
- Marie-Claude Mestral : la mère
- Grégory Alexandre
- Marie-Christine Laurent
- Philippe Morier-Genoud
- Frédérique Lopez
- Jean-Pierre Morel
- Sonja Saurin
- Marcelle Barreau
- Aurore Candier
- Mireille Franchino
- Fabienne Leone
- Chantal Mermet
- Cécile Reigher
- Natasha Solignac
- Martine Thinières
- Guillaume Depardieu
- Hélène de Fougerolles
- Julie Gayet
- Julie-Anne Roth
- Pierre Salvadori
- Barbara Schulz
- Sylvie Testud
- Marie Roversi
- Junxia Gao : la voisine japonaise

## Commentaires
C'est la première fois que Marion Cotillard apparaît à l'écran et dans un premier rôle. Elle avait 17 ans.
Philippe Harel a mis beaucoup de ses souvenirs personnels dans ce film. Le comédien Julien Collet a l'allure de Philippe Harel jeune et Hélène Médigue a été relookée selon des références sans doute personnelles au réalisateur.
De nombreux seconds rôles ou figurants du film sont devenus plus célèbres depuis, tels que Marion Cotillard, Julie Gayet, Pierre Salvadori, Hélène de Fougerolles ou Sylvie Testud.
Le film n'a pas connu un très grand succès en salles (24 000 entrées en France) et ne semble pas avoir l'honneur d'une publication en DVD.